# Shohimardon
Shohimardon (còn gọi là Shahimardan hay Shakhimardan, tiếng Nga: Шахимардан) là một làng nhỏ thuộc tỉnh Farg'ona (Fergana) ở miền đông Uzbekistan. Làng này đáng chú ý ở chỗ nó là vùng lãnh thổ cô lập của Uzbekistan, hoàn toàn bị bao quanh là các đơn vị hành chính của Kyrgyzstan, trong thung lũng của dãy núi Pamiro-Alai. Theo truyền thuyết, khalip Ali được chôn cất tại Shohimardon. Nhà thơ người Uzbek là Hamza Hakimzade Niyazi (1899-1929) từng sống và làm việc tại đây cho tới khi bị sát hại năm 1929.

## Địa lý
Shohimardon nằm trong thung lũng ở sườn phía bắc dãy núi Alai trên độ cao khoảng 1.540-1.570 m.
Nhiệt độ trung bình trong tháng 7 là 22 °C, tháng 1 là khoảng −3 °C. Lượng giáng thủy trung bình năm khoảng 350 mm.
Về mặt lãnh thổ, cùng với làng nhỏ Erdan tạo thành một vùng lãnh thổ cô lập của Uzbekistan, bao quanh là các vùng đất thuộc tỉnh Batken của Kyrgyzstan, với dân số năm 2005 là trên 5.000 người, chủ yếu là người Uzbek; khoảng cách tới lãnh thổ chính của Uzbekistan là khoảng 17 km, cách thành phố Farg'ona khoảng 52 km. Nó là một trong ba, cùng với Sokh và Changara, vùng lãnh thổ cô lập của Uzbekistan, bị bao quanh là các vùng đất của Kyrgyzstan.

## Lịch sử
Trong thời kỳ thuộc Liên Xô, điểm dân cư này có tên gọi Khamzaabad (Хамзаабад).
Trong làng này có một khu nghỉ dưỡng với các cơ sở du lịch và nhà nghỉ; trong vùng ngoại vi là trại cho những người leo núi có tên gọi Dugoba. Ở đây cũng có một mỏ đá hoa.
Năm 1998, làng này phải hứng chịu một vụ lở bùn đá, tàn phá nhà cửa và làm chết người.
Năm 1999, các toán vũ trang của Phong trào Hồi giáo Uzbekistan đã có ý định xâm nhập từ lãnh thổ Tajikistan qua lãnh thổ Kyrgyzstan vào thung lũng Fergana thuộc Uzbekistan, nhưng đã bị lực lượng đặc nhiệm Kyrgyzstan ngăn chặn. Sau sự kiện này, chính quyền Uzbekistan đã cho rải mìn các đoạn miền núi của biên giới, trong đó có cả vùng xung quanh Shohimardon, và hạn chế việc ra vào các vùng cô lập. Từ phía Kyrgyzstan, người ta áp dụng giấy phép ra vào vùng lãnh thổ cô lập này chỉ một lượt đối với các công dân của tỉnh Farg'ona và chế độ visa đối với các công dân khác của Uzbekistan.
Mùa thu năm 2004 các nghị sĩ quốc hội Kyrgyzstan đề nghị chính quyền nước này ra yêu sách đối với Uzbekistan về vấn đề lãnh thổ vùng cô lập này
Năm 2004 người ta cũng bắt đầu tháo dỡ mìn đã đặt xung quanh vùng lãnh thổ cô lập này, được hoàn thành và kết thúc năm 2005.
Mùa xuân năm 2007, chính quyền Uzbekistan và Kyrgyzstan đã thông qua thỏa thuận, cho phép công dân cả hai quốc gia có thể tới tạm trú tại vùng lãnh thổ cô lập này trong vòng 2 tháng mà khong cần visa.

## Người nổi tiếng
- Hamza Hakimzade Niyazi — nhà thơ, nhà văn Uzbek

## Địa điểm đáng chú ý
- Lăng mộ (theo truyền thuyết địa phương) của Ali ibn Abu Talib.
- Hồ Kurbankul, nước của nó được người dân tại đây coi là có sự linh thiêng.